# Archiplutodes
Archiplutodes là một chi bướm đêm thuộc họ Geometridae.

## Các loài
- Archiplutodes prasina (Swinhoe, 1892)